# Науковий вісник Національного гірничого університету
«Науковий вісник Національного гірничого університету» («Науковий вісник НГУ») (англ. Scientific Bulletin of National Mining University) — науково-технічний журнал із серії наукових журналів, що видаються вищими навчальними закладами. Журнал зареєстрований ВАК України (Постанова № 1-05/1 від 10.02.2010 р.) як фахове видання з технічних, геологічних і економічних наук. Видається з 1998 року. Виходить 6 разів на рік.
Журнал входить до наукометричної бази Scopus.

## Вихідні дані
- ISSN 2071-2227 — друкована версія, статті друкуються мовою оригіналу (українська, російська, англійська, німецька).
- ISSN 2223-2362 — онлайн-версія, статті розміщуються мовою оригіналу (українська, російська, англійська, німецька).
- Посвідчення про державну реєстрацію друкарського засобу масової інформації — КВ № 17742-6592ПР від 27.04.2011; (видане Міністерством юстиції України).
- Свідоцтво про реєстрацію суб'єкта видавничої діяльності — ДК № 1842 від 11.06.2004; (видане Державним комітетом телебачення і радіомовлення України).

## Мета видання
Висвітлення актуальних проблем гірничодобувної і енергетичної галузей промисловості та шляхів їх рішення за допомогою фундаментальних і прикладних досліджень, нових наукових підходів до розробки технологій, аналізу економічних аспектів роботи підприємств, а також питань удосконалення діяльності вищої школи.

## Завдання видання
- Публікація матеріалів наукових досліджень з перспективних напрямів фундаментальної науки, актуальних прикладних розробок, впровадження інноваційних проектів, відповідно до потреб промисловості, в області геології, розробки і збагачення корисних копалин, механіки і машинобудування, екології, економіки і управління.
- Обмін науковими ідеями, методологією досліджень і практичними досягненнями. Надання інформаційного поля для дискусійного обговорення нових теорій, досліджень на стику наук.
- Розширення наукового кругозору дослідників з профільних і суміжних галузей знань. Інформування широких кіл наукового співтовариства про передовий досвід учених і фахівців підприємств гірничодобувної і паливно-енергетичної галузей промисловості, перспективних розробках і нових напрямах технічного прогресу.
- Розміщення на сторінках журналу інформації про спеціалізовані науково-технічні конференції, нові навчальні посібники і монографії вчених Національного гірничого університету та умови підготовки кадрів вищої кваліфікації.
- Забезпечення інформаційної підтримки суб'єктів інноваційної діяльності.
- Сприяння в налагодженні творчих зв'язків між науковими і виробничими колективами, залучення вчених різних відомств до співпраці і кооперації для вирішення актуальних проблем гірничої справи.
- Залучення рекламодавців з числа провідних підприємств гірничодобувної галузі України і країн СНД.

## Розділи журналу
- Геологія
- Розробка родовищ корисних копалин
- Фізика твердого тіла, збагачення корисних копалин
- Геотехнічна і гірнича механіка, машинобудування
- Електротехнічні комплекси і системи
- Технології енергозбереження
- Екологічна безпека, охорона праці
- Інформаційні технології, системний аналіз і керування
- Економіка та управління
- Інноваційні проекти НГУ

## Редколегія
Головний редактор — Півняк Геннадій Григорович, ректор НГУ, доктор технічних наук, професор, академік Національної академії наук України, Заслужений діяч науки і техніки України, лауреат Державних премій України в галузі науки і техніки.
Заступники головного редактора:
- Бешта Олександр Степанович — проректор з наукової роботи НГУ, доктор технічних наук, професор.
- Пілов Петро Іванович — перший проректор НГУ, доктор технічних наук, професор, Заслужений діяч науки і техніки України.
- Шашенко Олександр Миколайович — проректор з міжнародних зв'язків НГУ, доктор технічних наук, професор, Заслужений діяч науки і техніки України, лауреат Державної премії України в галузі науки і техніки.

Відповідальний секретар — Барна Тамара Володимирівна, начальник Інформаційно-організаційного відділу НГУ, кандидат геолого-мінералогічних наук.

### Члени редакційної колегії з України
- А. Д. Алексеєв, д-р техн. наук, проф., Інститут фізики гірничих процесів НАН України.
- І. В. Багрова, д-р екон. наук, проф., ДВНЗ «Національний гірничий університет».
- С. Є. Блохін, д-р техн. наук, проф., ДВНЗ «Національний гірничий університет».
- В. І. Бондаренко, д-р техн. наук, проф., ДВНЗ «Національний гірничий університет».
- А. Ф. Булат, академік НАН України, д-р техн. наук, проф., Інститут геотехнічної механіки ім. М. С. Полякова НАН України.
- Б. С. Бусигін, д-р техн. наук, проф., ДВНЗ «Національний гірничий університет».
- Б. В. Виноградов, д-р техн. наук, проф., ДВНЗ «Український державний хіміко-технологічний університет».
- О. С. Галушко, д-р екон. наук, проф., ДВНЗ «Національний гірничий університет».
- В. І. Голінько, д-р техн. наук, проф., ДВНЗ «Національний гірничий університет».
- А. І. Горова, д-р біол. наук, проф., ДВНЗ «Національний гірничий університет».
- С. С. Гребьонкін, д-р техн. наук, проф., Донецький національний технічний університет.
- Б. А. Грядущий, д-р техн. наук, проф., ВАТ «Науково-дослідний інститут гірничої механіки ім. М. М. Федорова».
- І. Л. Гуменик, д-р техн. наук, проф., ДВНЗ «Національний гірничий університет».
- Р. П. Дідик, д-р техн. наук, проф., ДВНЗ «Національний гірничий університет».
- А. О. Задоя, д-р екон. наук, проф., Дніпропетровський університет економіки та права ім. А. Нобеля.
- Є. П. Захаров, канд. техн. наук, проф., Донецький науково-дослідний вугільний інститут.
- М. О. Ільяшов, д-р техн. наук, проф., ВАТ «Донецький металургійний завод».
- Г. О. Козлакова, д-р пед. наук, проф., Інститут вищої освіти Академії педагогічних наук України.
- Є. В. Кочура, д-р техн. наук, проф., ДВНЗ «Національний гірничий університет».
- О. М. Кузьменко, д-р техн. наук, проф., ДВНЗ «Національний гірничий університет».
- В. В. Лукінов, д-р геол.-мін. наук, проф., Інститут геотехнічної механіки ім. М. С. Полякова НАН України.
- Л. В. Новикова, д-р фіз.-мат. наук, проф., ДВНЗ «Національний гірничий університет».
- Ю. Є. Петруня, д-р екон. наук, проф., Академія митної служби України.
- В. Ф. Приходченко, д-р геол.-мін. наук, проф., ДВНЗ «Національний гірничий університет».
- В. В. Приходько, д-р пед. наук, проф., Національна металургійна академія України.
- В. Ю. Пушкін, канд. іст. наук, проф., ДВНЗ «Національний гірничий університет».
- В. В. Радченко, канд. техн. наук, Держдепартамент з нагляду за охороною праці.
- Т. Б. Решетілова, д-р екон. наук, проф., ДВНЗ «Національний гірничий університет».
- А. М. Роєнко, д-р техн. наук, проф., ДВНЗ «Національний гірничий університет».
- І. О. Садовенко, д-р техн. наук, проф., ДВНЗ «Національний гірничий університет».
- В. О. Салов, канд. техн. наук, проф., ДВНЗ «Національний гірничий університет».
- В. І. Самуся, д-р техн. наук, проф., ДВНЗ «Національний гірничий університет».
- В. В. Слєсарєв, д-р техн. наук, проф., ДВНЗ «Національний гірничий університет».
- В. В. Ткачов, д-р техн. наук, проф., ДВНЗ «Національний гірничий університет».
- К. Ф. Тяпкін, член-кор. НАН України д-р геол.-мін. наук, проф., ДВНЗ «Національний гірничий університет».
- В. П. Франчук, д-р техн. наук, проф., ДВНЗ «Національний гірничий університет».
- Ю. М. Халімендик, д-р техн. наук, проф., ДВНЗ «Національний гірничий університет».
- Ю. Т. Хоменко, канд. геол. наук, проф., ДВНЗ «Національний гірничий університет».
- Л. Н. Ширін, д-р техн. наук, проф., ДВНЗ «Національний гірничий університет».
- Ф. П. Шкрабець, д-р техн. наук, проф., ДВНЗ «Національний гірничий університет».

### Зарубіжні члени редакційної колегії
- М. Д. Венедиктов, Московський технічний університет зв'язку та інформатики, Російська Федерація.
- Р. Вюрзлін, Есслінгенський університет прикладних наук, Федеративна Республіка Німеччина.
- Г. Грулер, Ройтлінгенський університет, Федеративна Республіка Німеччина.
- К. Дребенштедт, Технічний університет «Фрайберзька гірнича академія», Федеративна Республіка Німеччина.
- Ю. Дубінські, Головний інститут гірничої справи, Республіка Польща.
- А. Земба, Краківська гірничо-металургійна академія, Республіка Польща.
- В. В. Кармазин, Московський державний гірничий університет, Російська Федерація.
- Б. А. Картозія, Московський державний гірничий університет, Російська Федерація.
- Є. Кіцкі, Краківська гірничо-металургійна академія, Республіка Польща.
- А. В. Корчак, Московський державний гірничий університет, Російська Федерація.
- Т. Майхерчик, Краківська гірничо-металургійна академія, Республіка Польща.
- Н. Нойбергер, Есслінгенський університет прикладних наук, Федеративна Республіка Німеччина.
- С. Прусек, Головний інститут гірничої справи, Республіка Польща.
- Л. О. Пучков, Московський державний гірничий університет, Російська Федерація.
- Б. Ракішев, Казахський національний технічний університет, Республіка Казахстан.
- Р. Сінгхал, Університет Калгарі, Канада.
- О. Стовас, Норвезький університет природничих наук та технології, Королівство Норвегія.
- С. Г. Страданченко, Південно-Російський державний технічний університет, Російська Федерація.
- Д. Стургул, Університет Аделаїди, Австралійський Союз.
- А. Тайдусь, Краківська гірничо-металургійна академія, Республіка Польща.
- Я. Таліандер, Університет Заходу, Королівство Швеція.
- С. Форліч, Вроцлавська вища банківська школа, Республіка Польща.
- В. Чарнецкі, Есслінгенський університет прикладних наук, Федеративна Республіка Німеччина.
- М. Шмідт, Бранденбурзький технічний університет, Федеративна Республіка Німеччина.